# 基爾羅伊海崖
基爾羅伊海崖（英語：Kilroy Bluff）是南極洲的海崖，位於奧次地，處於納瑟里冰川和喬達冰川匯流處，屬於邱吉爾山脈的一部分，海拔高度1,040米，現時由南極條約體系管理。